# Shane Thorne
Shane Veryzer (Perth, 24 settembre 1985) è un wrestler australiano sotto contratto con la New Japan Pro-Wrestling e la Pro Wrestling Guerrilla.
È principalmente ricordato per i suoi trascorsi tra il 2015 e il 2021 nella WWE, dove si esibiva con il ring name Shane Thorne prima e SLAPJACK poi.

## Carriera

### WWE (2015–2021)

#### NXT(2015–2020)
Nel giugno 2015 Haste ed il collega Mikey Nicholls partecipano ad un provino per la WWE. Nel febbraio 2016 viene annunciata la loro inclusione nel roster di NXT dopo un ultimo tour di addio con la Pro Wrestling Noah.
Il 25 marzo la WWE conferma di aver messo sotto contratto i due wrestler australiani. Iniziano ad allenarsi al WWE Performance Center nel mese di aprile, in preparazione per il loro debutto ufficiale ad NXT. Durante le riprese di NXT del 19 maggio, i due vengono rispettivamente rinominati Shane Thorne e Nick Miller, mentre il tag team The Mighty Don't Kneel (TMDK) viene rinominato in TM-61. Haste e Nicholls debuttano nell'episodio di NXT del 25 maggio, dove vengono sconfitti da Johnny Gargano e Tommaso Ciampa.
L'alleanza con il compagno storico Miller è terminata quando questi è stato rilasciato dalla WWE. A quel punto, Thorne ha cominciato a combattere in singolo perdendo numerosi match.
Nel marzo del 2020 iniziò ad apparire a Raw affiancato da Brendan Vink e con MVP come manager, ma subirono soprattutto sconfitte.

#### Retribution (2020–2021)
Nella puntata di Raw del 3 agosto, le luci nel Performance Center iniziarono a lampeggiare e un gruppo mascherato appiccò il fuoco ad un generatore. Nella puntata di SmackDown del 7 agosto tali individui misteriosi attaccarono gli annunciatori e poi andarono tra il pubblico per attaccare anche loro, usando poi una motosega per tagliare le corde del ring. Nella puntata di Raw del 10 agosto il gruppo, noto come Retribution, attaccò nuovamente il Performance Center rompendo un finestrino con un blocco di calcestruzzo e rovesciando un'auto.
Il 20 settembre venne rivelato che Thorne, ora noto come SLAPJACK, venne riconosciuto come uno dei membri di tale stable. Nella puntata di Raw del 21 settembre SLAPJACK, MACE e T-BAR vennero sconfitti dall'Hurt Business (Bobby Lashley, MVP e Shelton Benjamin) per squalifica. Il 25 ottobre, a Hell in a Cell, affrontò Bobby Lashley per lo United States Championship ma venne sconfitto. Il 21 marzo, nel Kick-off di Fastlane, la Retribution si sciolse dopo che RECKONING e SLAPJACK lasciarono il ring, mentre MACE e T-BAR attaccarono Mustafa Ali (leader del gruppo), dopo che questi aveva rimproverato nuovamente i suoi sottoposti, frustrato per aver perso nuovamente contro Riddle per lo United States Championship poco prima. In seguito, passò al roster di SmackDown insieme a RECKONING, mentre MACE e T-BAR rimasero a Raw. Nella puntata di SmackDown del 9 aprile partecipò all'André the Giant Memorial Battle Royal ma venne eliminato da Elias e Jaxson Ryker.
Il 18 novembre venne licenziato dalla WWE, e con lui diversi altri wrestler.

## Personaggio

### Mosse finali
- Black Swan Splash (Corkscrew 450º splash)[2]
- Bomb Valley Death (Fireman's carry in una Side slam)[8]
- Friend Zone (Chickenwing over the shoulder crossface)[9] – 2013–2015

### Soprannomi
- "Black Swan"[9]

## Titoli e riconoscimenti
- Explosive Pro Wrestling
  - EPW Championship (1)[10]
  - EPW Tag Team Championship (2)[11] – con Alex Kingston (1) e Mikey Nicholls (1)

- Pro Wrestling Illustrated
  - 147° tra i 500 migliori wrestler singoli nella PWI 500 (2016)[12]

- Pro Wrestling Noah
  - GHC Tag Team Championship (2) – con Mikey Nicholls

- Tokyo Sports
  - Best Tag Team (2013)[13] con Mikey Nicholls

- WrestleCrap
  - Gooker Award (2020) come membro della Retribution